# Lycopodium simulans
Lycopodium simulans là một loài thực vật có mạch trong Họ Thạch tùng. Loài này được Ching & H.S. Kung mô tả khoa học đầu tiên năm 1982.